# Semecarpus poyaensis
Semecarpus poyaensis är en sumakväxtart som beskrevs av M. Hoff. Semecarpus poyaensis ingår i släktet Semecarpus och familjen sumakväxter. Inga underarter finns listade i Catalogue of Life.